# Chang’e 8
Chang’e 8 (chinesisch 嫦娥八號 / 嫦娥八号, Pinyin Cháng'é Bāhào) ist eine geplante unbemannte Mondsonde der Nationalen Raumfahrtbehörde Chinas, die 2028 mit einer Trägerrakete vom Typ Changzheng 5 vom Kosmodrom Wenchang auf Hainan gestartet werden soll.

## Zweck und Landeplatz
Nach dreizehnjährigen Vorbereitungsarbeiten startete Premierminister Wen Jiabao am 24. Januar 2004 das Mondprogramm der Volksrepublik China. Es bestand ursprünglich aus Drei Großen Schritten, die jeweils wiederum in Kleine Schritte unterteilt waren. Mit der Probenrückführmission Chang’e 5 fand der Dritte Kleine Schritt und der Erste Große Schritt im Dezember 2020 seinen Abschluss. Nach der für 2024 angesetzten Probenrückführmission Chang’e 6 zum Apollo-Krater auf der erdabgewandten Seite des Mondes sollen nun Chang’e 7 und Chang’e 8 den Aufbau der Internationalen Mondforschungsstation vorbereiten, zunächst an einem Standort nahe dem Südpol des Mondes am inneren Ring des Südpol-Aitken-Beckens, langfristig mit über den gesamten Mond verteilten Einrichtungen.
Chang’e 7 soll ab 2026 Topographie und Bodenzusammensetzung in Polnähe ausführlich untersuchen. 2028 sollen dann bei der Mission Chang’e 8 Technologien zur Nutzung örtlicher Ressourcen erprobt werden.
Aktivitäten in der Südpolregion des Mondes, die als das Gebiet zwischen 85° und 90° südlicher Breite definiert ist, stellen eine beträchtliche Herausforderung dar. Einerseits würde der Polarsommer mit 180 Tagen Sonnenschein und relativ milden Temperaturen von −100 bis −80 °C (also nur 20 °C Temperaturdifferenz) ein halbes Jahr lang durchgehendes Arbeiten ermöglichen – auf der Rückseite des Mondes fallen die Temperaturen während der Nacht auf bis zu −196 °C.
Andererseits gibt es dort eine bis zu 185 Tage dauernde Polarnacht und selbst im lunaren Sommer liegt der Einfallswinkel der Sonnenstrahlen bei nur 1° – 4°. Durch das zerklüftete Gelände sind auch die Landemöglichkeiten für Sonden stark eingeschränkt und technisch anspruchsvoll. Während bei den Missionen Chang’e 3 und Chang’e 4 die erlaubte Abweichung im Kilometerbereich lag, muss ein Landepunkt in der Polregion mit einer Präzision von 100 m angeflogen werden.
Im Herbst 2023 hatte man für die Basisversion der Internationalen Mondforschungsstation folgende Standorte in die nähere Wahl gezogen:
- Leibnitz-beta-Plateau, 85,5° südliche Breite, 31,4° östliche Länge
- Amundsen-Krater, 84,2° südliche Breite, 93,8° östliche Länge, auf der Mondvorderseite gelegen, zum großen Teil ständig beschattet[4]
- Cabeus-Krater, 85,3° südliche Breite, 41,8° westliche Länge, ist ständig beschattet und wurde vom Lunar Crater Observation and Sensing Satellite bereits erkundet; wenig neue Erkenntnisse zu erwarten[10]
- Shackleton-de-Gerlache-Kamm, 89,7° südliche Breite, 196,7° östliche Länge[11][12]

Falls sich nach Auswertung der Daten von der Mission Chang’e 7 herausstellen sollte, dass deren Landestelle für den Aufbau einer Mondstation nicht geeignet wäre, besteht bei Chang’e 8 noch einmal die Möglichkeit, einen anderen Standort zu wählen. An der am Ende ausgewählten Landestelle von Chang’e 8 soll dann aber auch die Station errichtet werden.

## Komponenten
Die unter der Leitung von Chefkonstrukteur Peng Jing (彭兢) bei der Chinesischen Akademie für Weltraumtechnologie entwickelte Sonde besteht aus folgenden Komponenten:
- Einem Lander mit Kameras und Messgeräten sowie einem kleinen Ökosystem-Experiment mit Landlebewesen zur Erprobung eines bioregenerativen Lebenserhaltungssystems. Der Lander beruht auf dem Chang’e-3-Bus, besitzt jedoch – erstmals bei einer unbemannten Sonde in China – zwei Haupttriebwerke sowie an den Ecken jeweils drei statt zwei Lageregelungstriebwerke, deren Schubvektor in dieselbe Richtung zeigt wie bei den Haupttriebwerken und die damit, ähnlich wie bei der bemannten Mondlandefähre, den Ausfall eines Haupttriebwerks kompensieren können. Anders als bei den frühen Landern erfolgt die Stromversorgung nicht über an den Seiten des Gehäuses angebrachte Solarmodule, sondern wegen des flachen Einfallswinkels der Sonne am Südpol mit einem senkrechten, nach der Landung entfalteten Mehrzweckmast. Der Mast besteht aus zwei Solarmodulen, ist um die vertikale Achse drehbar und besitzt an seinem oberen Ende Transponder. Ähnlich wie bereits bei Chang’e 7 fungiert der Lander im Rahmen des Aufgabenbereichs Energie der Internationalen Mondforschungsstation als Basisstation des lunaren Mobilfunknetzes und kann durch die erhöhte Position der Transponder auf dem Mast mit den Robotern in einem relativ großen Umkreis kommunizieren.[1][16]
- Einem Rover, ähnlich aufgebaut wie Jadehase 2, aber mit einem senkrechten, aus zwei Modulen bestehenden Solarzellenflügel am Heck,[17] dessen Hauptaufgabe die Erprobung von Techniken zur Entnahme, Trennung und Speicherung von Edelgasen ist.[1][18]
- Einem Bauroboter, der ähnlich einem haushaltsüblichen Staubsaugerroboter mit rotierenden Bürsten Regolith aufnehmen und zum Lander bringen soll, wo daraus Ziegelsteine gebrannt werden.[19][20][21] Die Staubaufnahme mit rotierenden Bürsten ist von der 2025 startenden Asteroidensonde Tianwen-2 übernommen, die Ziegelbrenntechnik wurde 2021 im Zusammenhang mit der elektrolytischen Erzeugung von Sauerstoff aus geschmolzenem Regolith erprobt.[22] Anders als bei den bisherigen Rovern der CNSA erfolgt die Stromversorgung des mit einem sechsrädrigen Fahrgestell in gewissem Rahmen mobilen Bauroboters nicht über Solarmodule, sondern nuklear.[23] Die Chinesische Akademie für Weltraumtechnologie arbeitet an einem hybriden Stromversorgungssystem, bei dem ein auf der Chinesischen Raumstation erfolgreich erprobter Stirlinggenerator durch eine Radionuklidbatterie ergänzt wird.[24] Des Weiteren soll der Bauroboter im Umfeld der Landestelle Sensoren für die wissenschaftlichen Nutzlasten des Landers ausbringen.[1][12]

## Wissenschaftliche Nutzlasten
Der Schwerpunkt der Mission Chang’e 8 ist Technologieerprobung, es werden zunächst nur 14 chinesische Nutzlasten mitgeführt (bei Chang’e 7 waren es 23). Im Einzelnen sind folgende Nutzlasten geplant:

### Lander
- Landekamera
- Terrain-Kamera
- Seismometer
- Detektor für niederfrequente elektromagnetische Felder an der Landestelle
- Gerät zur Erstellung eines Wärmestrom-Profils im Regolith an der Landestelle
- Radiometer zur Messung der Bestrahlungsstärke der irdischen Magnetosphäre
- Multispektral-Bildgeber zur Beobachtung der irdischen Magnetosphäre
- Teleskop für weiche Röntgenstrahlung zur Beobachtung der irdischen Magnetosphäre
- Ökosystem-Experiment
- Ziegelbrennofen

### Rover
- Panoramakamera
- Bodenradar
- Gerät zur Analyse von im Mondboden vorhandenen Mineralien im Infrarotspektrum
- Gerät zur Entnahme von Bodenproben, Analyse und Trennung der darin enthaltenen Edelgase sowie Speicherung derselben[1]

## Internationale Zusammenarbeit
Am 2. Oktober 2023 veröffentlichte die Nationale Raumfahrtbehörde Chinas einen Aufruf an ausländische Raumfahrtbehörden und Forschungseinrichtungen (nicht jedoch Privatfirmen), sich an der Mission Chang’e 8 zu beteiligen. Entsprechend den Zusammenarbeits-Kategorien bei der Internationalen Mondforschungsstation gab es prinzipiell drei Möglichkeiten:
1. Missionsebene: Der Partner startet mit einer eigenen oder chinesischen Trägerrakete eine eigene Sonde, die selbstständig agiert und vom Orbit aus oder auf der Mondoberfläche mit Lander und Rover von Chang’e 8 zusammenarbeitet. Dies wäre die von der CNSA bevorzugte Form der Kooperation.
2. Systemebene: Der Partner steuert einen Rover, einen Roboter oder eine Kleinsonde wie HexaMRL bei, die der Lander von Chang’e 8 zur Mondoberfläche transportiert und dort absetzt. Die CNSA ist hierbei besonders an Robotern interessiert, die dazu in der Lage sind, Gegenstände zu ergreifen, zu transportieren und an einem bestimmten Ort abzusetzen oder Regolith in einen Behälter zu schaufeln und zu transportieren – im Prinzip der Aufgabenbereich Ingenieurwesen der Internationalen Mondforschungsstation.
3. Instrumentenebene: Der Partner steuert ein wissenschaftliches Instrument bei, das auf einem seitlichen Paneel des Landers fest montiert ist.[25] Das Instrument sollte zu den wissenschaftlichen Zielen der Mission passen und die chinesischen Instrumente ergänzen.

Für Kooperationsprojekte der Kategorien 2 und 3 stehen insgesamt 200 kg zur Verfügung (inklusive des Gewichts von elektrischen Kabeln, Aussetzmechanismen für Rover etc.), wobei eine einzelne Nutzlast maximal 100 kg wiegen darf. An elektrischer Leistung stehen insgesamt 200 W zur Verfügung, wobei eine einzelne Nutzlast nicht mehr als 50 W aufnehmen darf. Anders als bei Chang’e 7 besteht bei dieser Mission keine Heizmöglichkeit für die außen montierten Nutzlasten der ausländischen Partner. Instrumente, die länger als einen Polarsommer arbeiten sollen, müssen mit eigenen Radionuklid-Heizelementen ausgestattet sein.